# Regno di Pajang
Il regno di Pajang (1568–1586) fu un breve regno islamico residente a Giava, fondato da Hadiwijaya (o Jaka Tingkir), signore di Boyolali, a seguito di una guerra civile che lo vide successore del sultanato di Demak. Hadiwijaya si proclamò discendente di Brawijaya V, ultimo re dell'impero Majapahit, e di Trenggana, sultano di Demak.
Nell'ultima battaglia contro l'ultimo pretendente di Demak, il feroce Arya Penangsang, Jara Tingkir ordinò a Ki Ageng Pamanahan, il suo più grande vassallo, e al figlio Sutawijaya, di distruggere l'esercito di Arya Penangsang. I due riuscirono nell'intento, e Arya Penangsang morì in battaglia. I due, come ricompensa, ottennero un feudo in una foresta di nome Alas Mentaok, ora Kotagede, sul quale essi fondarono le basi della futura capitale del regno di Mataram.
Le leggende dicono che il re Hadiwijaya ammirava così tanto Sutawijaya che lo adottò come compagno di giochi del proprio erede, il principe Banawá, di indole debole, a cui gli sarebbe nondimeno succeduto. Tuttavia, una ribellione ordita da un vassallo di nome Ario Pangiri costrinse il principe a cercare asilo dal suo amico d'infanzia Sutawijaya.
Con un giuramento di aiuto, Sutawijaya riunì il suo esercito e sconfisse Ario Pangiri, per poi prendere il possesso del palazzo di Pajang. Il principe Banawa mise allora la sua corona al servizio di Sutawijaya (forse riconoscendo la buona fede e l'abilità del già vincitore di Arya Penangsang, oppure la sua stessa indole debole). Questo gesto, che avvenne nel 1586, pose fine al breve regno di Pajang, e Sutawijaya fondò il sultanato di Mataram, il più grande regno islamico mai esistito a Giava.